# NGC 2170
NGC 2170 – mgławica refleksyjna znajdująca się w gwiazdozbiorze Jednorożca w odległości około 2700 lat świetlnych od Ziemi. Została odkryta 16 października 1784 roku przez Williama Herschela.

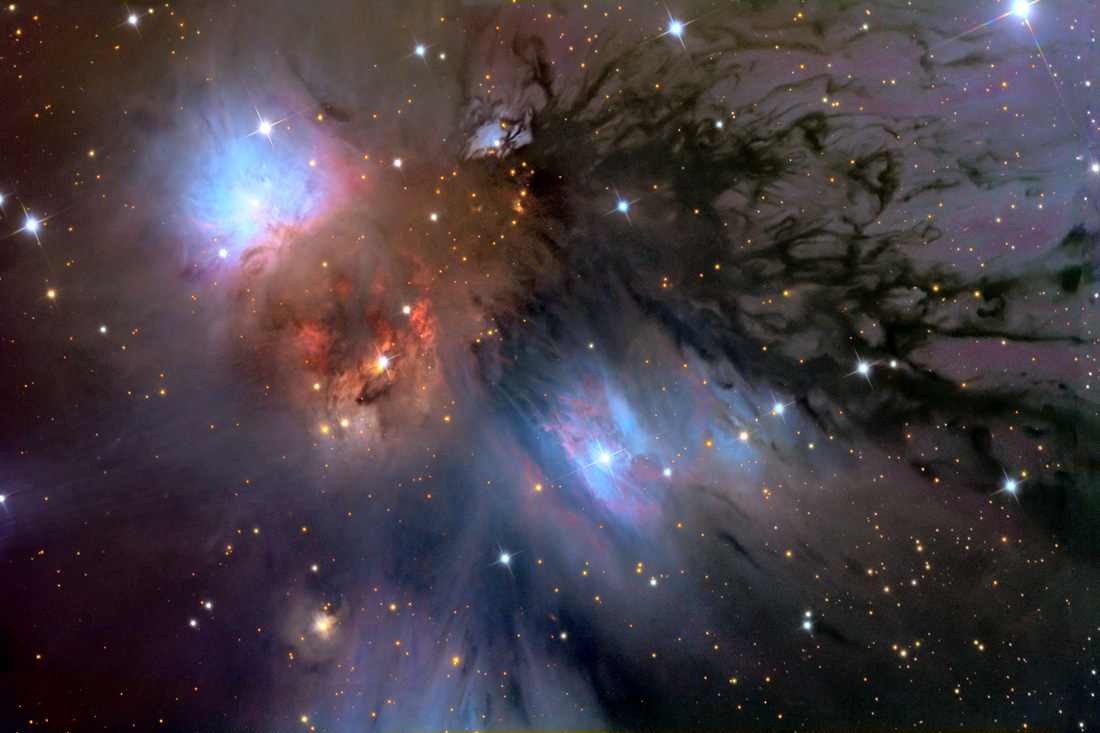
Zbliżenie NGC 2170 (w lewym górnym rogu, zdjęcie Mount Lemmon SkyCenter)

Mgławica ta, oglądana w podczerwieni, odkrywa ukryte w swoim pyle młode, masywne gwiazdy oraz oznaki wciąż zachodzącego procesu formowania nowych gwiazd. Potężne wiatry młodych gwiazd oraz ich promieniowanie przekształca macierzysty obłok międzygwiazdowy. Mgławica NGC 2170 jest częścią obłoku molekularnego Monoceros R2.